# Великий (приток Клязьмы)
Великий — ручей в Гороховецком районе Владимирской области России. Длина ручья — 17 км. Площадь водосборного бассейна — 126 км². Устье находится в 41 км по левому берегу реки Клязьма.
Река вытекает из озера Светецкого на высоте 91,5 м. Имеет левый приток из озера Великого. Течёт на юг по заболоченной территории. Впадает в Клязьму напротив города Гороховец.

## Данные водного реестра
По данным государственного водного реестра России относится к Окскому бассейновому округу, водохозяйственный участок реки — Клязьма от города Ковров и до устья, без реки Уводь, речной подбассейн реки — бассейны притоков Оки от Мокши до впадения в Волгу. Речной бассейн реки — Ока.
Код объекта в государственном водном реестре — 09010301112210000033904.